# Phacusa birmana
Phacusa birmana är en fjärilsart som beskrevs av Charles Oberthür 1894. Phacusa birmana ingår i släktet Phacusa och familjen bastardsvärmare. Inga underarter finns listade i Catalogue of Life.